# Licinia Eudoxia

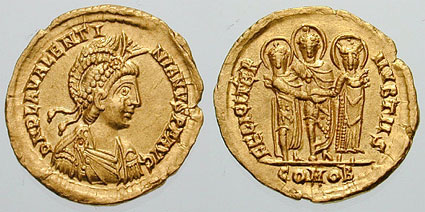
Solidus zur Feier der Hochzeit Valentinians III. mit Licinia Eudoxia, der Tochter Theodosius’ II. Auf der Rückseite werden sie zu dritt in Hochzeitskleidung dargestellt. Theodosius II. stehend in der Mitte, seine Hände ruhen auf der Schulter seines Schwiegersohns Valentinian III. (links) und der Schulter seiner Tochter Licinia Eudoxia (rechts), die Hände haltend vor Theodosius II. stehen. Auf der Vorderseite des Solidus ist Valentinian III. im Profil zu sehen.

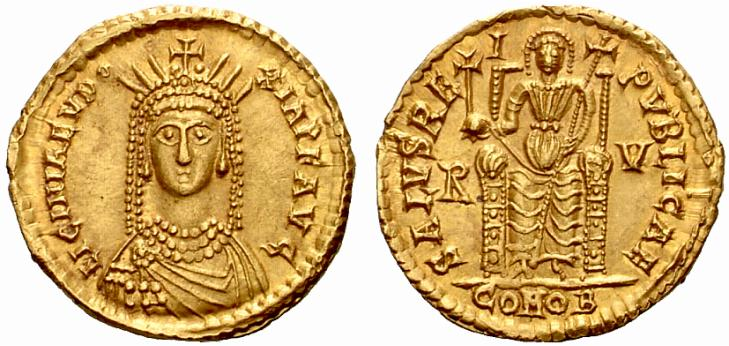
Solidus geprägt 439 in Ravenna. Vorderseite: Augusta Licinia Eudoxia mit Perlenketten und einer Strahlenkrone. Rückseite: Inthronisierte Kaiserin hält Globus Cruciger in der rechten und Kreuzzepter in der linken Hand.

Die spätantike weströmische Kaiserin Licinia Eudoxia (* 422 in Konstantinopel; † um 493) war die Tochter des oströmischen Kaisers Theodosius II. und der Aelia Eudocia sowie Gattin des weströmischen Kaisers Valentinian III.
Licinia Eudoxia wurde 424 im Alter von zwei Jahren mit dem damals fünfjährigen weströmischen Kaiser Valentinian III., einem Cousin ihres Vaters, verlobt. Die Hochzeit fand am 29. Oktober 437 in Konstantinopel statt. Nach einem Winteraufenthalt in Thessalonike reiste das junge Paar 438 nach Ravenna, damals Kaiserresidenz der weströmischen Reichshälfte. Hier wurde Licinia Eudoxia der Titel einer Augusta verliehen. Goldmünzen feierten sie als salus Orientis, felicitas Occidentis. Die beiden Töchter Eudocia und Placidia wurden etwa zu dieser Zeit geboren. Später hielt sich die Kaiserin vor allem in Rom auf. Dort stiftete sie die römische Basilika San Pietro in Vincoli.
Nach der Ermordung Valentinians III. im März 455 – ein Racheakt, weil dieser zuvor seinen übermächtigen Heerführer Aëtius eigenhändig umgebracht hatte – wurde Licinia Eudoxia zur Ehe mit dessen Nachfolger Petronius Maximus, der in die Ermordung Valentinians III. verstrickt war, gezwungen, um dessen Herrschaft Legitimität zu verleihen. Seinen Sohn und Unterkaiser Palladius vermählte Maximus mit Eudoxias Tochter Eudocia. Eudocia war jedoch bereits infolge des römisch-vandalischen Friedensvertrags (foedus) von 442 mit Hunerich, dem Sohn des Vandalenkönigs Geiserich, verlobt.
Geiserich nahm die Usurpation des Maximus und den offenen Bruch des Vertrags von 442 zum Anlass, mit einer vandalischen Flotte Rom anzugreifen und die Stadt 14 Tage lang zu plündern. Von Licinia Eudoxia berichtet die Überlieferung, sie habe die Vandalen herbeigerufen, um den Mord ihres Gatten Valentinian zu rächen und sich gegen ihre Zwangsehe mit Maximus zu wehren. Ob dies zutrifft, ist in der Forschung umstritten. Nach der Landung der Vandalen in Portus versuchte jedenfalls Maximus, der offensichtlich keinen Rückhalt in der Bevölkerung genoss, aus Rom zu fliehen, und wurde dabei am 31. Mai 455 getötet.
Die Vandalen führten Licinia Eudoxia und ihre beiden Töchter als Gefangene mit sich in ihr Reich nach Africa, wo Eudocia Geiserichs Sohn Hunerich ehelichte, mit dem sie seit 442 verlobt gewesen war. Erst um 462 gelang es den wiederholten Gesandtschaften des oströmischen Kaisers, Licinia Eudoxia mit einer großen Lösegeldsumme freizukaufen. Sie verließ Africa und kehrte nach 25 Jahren mit ihrer Tochter Placidia nach Konstantinopel zurück, während ihre Tochter Eudocia in Karthago blieb und Hunerich einen Sohn namens Hilderich gebar. Dieser Enkel eines weströmischen Kaisers herrschte von 523 bis 530 über die Vandalen in Africa.